# Henry France
Henry Lante France (1947 – 10 maggio 2005) è stato un calciatore ghanese.

## Carriera
Partecipò alle Olimpiadi del 1972